# Підручник любові — 2: Історії
«Підручник любові — 2: Історії» («Manuale d'amore 2 (Capitoli successivi)») — італійський кінофільм-мелодрама 2007 року, знятий режисером Джованні Веронезі на кіностудії «Filmauro».

## Сюжет
Чотири історії про кохання. Нікола, паралізований після автокатастрофи, закохується у його фізіотерапевта Лючію. Франко та Мануела, молода пара, яка не має дітей, летять до Барселони. Філіппо і Фоско, два геї, вирішують одружитися. Ернесто, офіціант у ресторані заводить роман із Чечілією, новою молодою іспанкою з кухні.

## У ролях
- Фабіо Воло — Франко
- Карло Вердоне — Ернесто
- Антоніо Альбанезе — Філіппо
- Моніка Беллуччі — Лючія
- Ріккардо Скамарчо — Нікола
- Клаудіо Бізіо — Фульвіо
- Барбора Бобулова — Мануела
- Ельза Патакі — Чечилія
- Даріо Бандьєра — Даріо
- Валентіна Карнелутті — роль другого плану
- Нікола Ді Джоя — роль другого плану
- Джеа Ліоннелло — Елена
- Клаудія Дзанелла — роль другого плану
- Крістіан Кампанья — роль другого плану
- Крістіна Одассо — роль другого плану
- Клотільде Де Спіріто — роль другого плану
- Мауро Маркесе — роль другого плану
- Альберто Мароцці — роль другого плану
- Фіорелло — роль другого плану
- Леонардо Пірацціоні — роль другого плану
- Валерія Соларіно — роль другого плану

## Знімальна група
- Режисер — Джованні Веронезі
- Сценаристи — Уго Чіті, Джованні Веронезі
- Оператор — Джованні Каневарі
- Композитор — Паоло Буонвіно
- Продюсери — Мауріціо Аматі, Джузеппе Чоккареллі, Авреліо Де Лаурентіс, Луїджі Де Лаурентіс-молодший